# Slobodnozidarski redovi
Redovi (engl. Orders) ili tijela (Bodies), obično uz jedan pridjev: pridruženi, bočni, pomoćni, dodatni ili konkordatski, zajednički su naziv za organizacije koje djeluju unutar široko rasprostranjenog sustava slobodnog zidarstva. Svaka od tih organizacija ima vlastitu strukturu, hijerarhiju i terminologiju, a većina njih upravlja visokim stupnjevima te je povezana s nadležnim tijelima koja upravljaju trima osnovnim, odnosno simboličkim stupnjevima slobodnog zidarstva.
Ove organizacije su posebno prisutne u regularnom slobodnom zidarstvu, gdje je velika loža nadležna za tri osnovna stupnja plave lože – učenik, pomoćnik i majstor. Upravljanje visokim stupnjevima povjereno je ovim redovima i tijelima, pri čemu svaka organizacija prakticira određeni obred ili sustav na temelju potpisanih konkordata s velikom ložom unutar iste nadležnosti. Osim obrednih tijela, postoje i ne-obredne organizacije koje se bave specijaliziranim aktivnostima, poput humanitarnih inicijativa i prikupljanja sredstava za dobrotvorne svrhe ili opće dobro.
Suprotno tome, u kontinentalnom slobodnom zidarstvu, kao i u tradicionalnim sustavima, ovakva dodatna tijela gotovo da ne postoje. Umjesto njih, prevladava sustav nadležnosti viših stupnjeva, koje su najčešće usko povezane sa simboličkim nadležnostima, odnosno s organizacijama koje upravljaju osnovnim stupnjevima slobodnog zidarstva.

## Pregled odnosa između organizacija
Osnovna jedinica slobodnog zidarstva je masonska loža, jedina ovlaštena za "stvaranje" (iniciranje) slobodnog zidara. Takve lože su pod okriljem velike lože koja ima nacionalnu ili pokrajinsku nadležnost nad svim ložama unutar svog područja. Unutar masonske lože dodjeljuju se tri osnovna stupnja slobodnog zidarstva: učenik, pomoćnik i majstor.
Iako u slobodnom zidarstvu ne postoji viši stupanj od majstora, postoje dodatni stupnjevi koji su dostupni isključivo onima koji su već stekli taj status. Većinom su ti stupnjevi pod nadzorom zasebnih "velikih" tijela, koja su neovisna o velikoj loži.
Ujedinjena velika loža Engleske (koja nema izravnu vlast nad drugim velikim ložama, ali kao najstarija velika loža na svijetu ima povijesni utjecaj na pravila i praksu regularnog slobodnog zidarstva) definira "čisto, drevno slobodno zidarstvo" kao sustav koji obuhvaća tri stupnja – učenika, pomoćnika i majstora – uz Vrhovni red svetog kraljevskog luka. Stupanj svetog kraljevskog luka drevnog je podrijetla i zauzima posebno mjesto u mnogim nadležnostima, uključujući i sustave triju najstarijih slobodnozidarskih ustanova – velikih loža Engleske, Škotske i Irske – u kojima se (prema različitim definicijama) smatra završnim dijelom osnovne masonske strukture.
Postoji niz drugih organizacija koje se nazivaju "slobodnozidarskim" ili u svom nazivu koriste slobodnozidarsku terminologiju, a koje za članstvo zahtijevaju da kandidat bude majstor u "dobrom statusu" (s podmirenim članarinama i bez disciplinskih mjera). U nekim zemljama, osobito u Sjedinjenim Američkim Državama, dva glavna puta napredovanja unutar dodatnih stupnjeva su Škotski obred i Yorčki obred. U drugim zemljama, osobito u Engleskoj, Škotskoj, Irskoj i mnogim državama Commonwealtha, postoji velik broj samostalnih redova i stupnjeva koji nisu objedinjeni unutar jedinstvenog sustava "obreda". Neke od ovih organizacija koriste brojeve kao neformalni način označavanja stupnjeva koje dodjeljuju, ali najvažniji i time "najviši" stupanj uvijek ostaje treći stupanj, odnosno stupanj majstora. Ostale organizacije, poznate kao "dodatni stupnjevi" ili "bočni stupnjevi", predstavljaju neobavezne puteve za one koji žele proširiti svoje masonsko djelovanje izvan tri osnovna stupnja.

## Razlika između obreda i reda
Pojmovi "obred" i "red" u slobodnom zidarstvu često se koriste na način koji može izazvati nedoumice, čak i među onima dobro upućenima u slobodnozidarske tradicije.
Obred u slobodnom zidarstvu označava progresivan sustav stupnjeva, koji član prolazi kroz inicijaciju, pri čemu svaki stupanj donosi nova simbolička i filozofska učenja. Obredi mogu uključivati samo tri osnovna stupnja ili proširene sustave s dodatnim višim stupnjevima. S druge strane, red ili pridruženo tijelo predstavlja organizaciju unutar slobodnog zidarstva, koja ima vlastitu strukturu, hijerarhiju i terminologiju. Redovi su povezani s velikom ložom, ali često upravljaju posebnim stupnjevima koji nisu dio osnovnog obrednog sustava. Razumijevanje ove razlike ključno je za bolje shvaćanje složenog sustava slobodnog zidarstva, osobito u kontekstu različitih nadležnosti i organizacijskih struktura.
Primjeri razlike:
- Škotski obred sastoji se od 33 stupnja i njima upravljaju dvije različite organizacije. Prva tri stupnja (plave lože) pod nadležnošću su velike lože i dodjeljuju se u masonskoj loži. Viši stupnjevi (od 4. do 33.) pod nadležnošću su Škotskog reda, kojim upravlja "veliko vijeće". Ovi stupnjevi se dodjeljuju u specifičnim jedinicama, kao što su loža savršenstva, kapitel ružinog križa i druge, ovisno o stupnju.
- Francuski obred obuhvaća 7 stupnjeva i također ima dvostruku upravljačku strukturu. Prva tri stupnja dodjeljuju se unutar velike lože, dok su viši stupnjevi (od 4. do 7.) pod nadležnošću Francuskog reda, kojim upravlja "veliki glavni kapitel".
- Emulacijski obred, Standardni škotski obred i Schröderov obred sastoje se isključivo od tri osnovna stupnja, kojima u potpunosti upravlja velika loža, bez dodatnih redova i viših stupnjeva.
- Kraljevski red Škotske, Red vitezova masona i Crveni križ cara Konstatina nisu povezani s prva tri stupnja slobodnog zidarstva. Članstvo je dostupno isključivo majstorima, a redovima upravljaju različita tijela. U tim slučajevima, stupnjevima upravlja posebna velika loža (odvojena od one koja upravlja plavim ložama), veliko vijeće ili velika imperijalna konklava, ovisno o redu kojem pripadaju.

## Povijest
Negdje prije 1730. godine u slobodnom zidarstvu se počeo razvijati trogradni sustav, odnosno sustav tri stupnja (učenik, pomoćnik i majstor), koji je ubrzo postao standard u ložama Engleske, Irske i Škotske. Ovaj prijelaz s ranijeg bigradnog sustava (dvaju stupnjeva) očito je postignut reorganizacijom i proširenjem postojećeg rituala, osobito razradom Hiramove legende, koja je u potpunosti predstavljena u trećem stupnju majstora.
Tijekom 1740-ih, na europskom kontinentu pojavili su se prvi viteški stupnjevi, što se može povezati s namjernim "oplemenjivanjem" slobodnog zidarstva, inspiriranim Ramsayevim govorom iz 1736. godine, koja je naglasila povezanost slobodnog zidarstva s viteškim idealima.
U istom razdoblju dolazi do formiranja Reda kraljevskog luka, koji je dodatno razvio Hiramovu legendu kroz motiv ponovnog otkrivanja tajni izgubljenih smrću velikog graditelja. Prva Velika loža Engleske (poznata kao Moderni) bila je neodlučna prema ovom novom stupnju, vjerojatno zato što je u njegovom ritualu korištena tajna lozinka preuzeta iz njihova trećeg stupnja. Unatoč tome, pristaše ovog stupnja unutar Modernih osnovali su Veliki kapitel, vjerojatno 1765. godine. Postoje dokazi da je službena godina osnivanja, 1767., naknadno izmijenjena kako bi se izbjegla neugodnost za lorda Blayneyja, tadašnjeg velikog majstora Modernih, zbog povezivanja s kontroverznim novim stupnjem. Ključnu ulogu u osnivanju Velikog kapitela imala je Loža "Kaledonac" (Caledonian Lodge), škotska loža koja se pridružila Modernima nakon što je ranije bila dio sustava Drevne velike lože Engleske. Među njezinim članovima bio je i poznati slobodni zidar William Preston.
Godine 1751., nezadovoljne politikom Modernih, nekoliko loža u Londonu, većinom s irskim članstvom, osnovalo je Drevnu veliku ložu Engleske, koja je brzo postala središte za neovisne lože u Engleskoj. Laurence Dermott, njihov veliki tajnik, smatrao je Kraljevski luk četvrtim stupnjem slobodnog zidarstva. Kada su se 1813. godine dvije velike lože ujedinile, u drugom članku Akta o ujedinjenju utvrđeno je da "čisto drevno slobodno zidarstvo obuhvaća tri stupnja i nijedan više – učenika, pomoćnika i majstora, uključujući Vrhovni red svetog kraljevskog luka." Veliki kapitel je nastavio postojati, ali su od tog trenutka svi ostali stupnjevi morali biti administrirani putem zasebnih masonskih tijela.
Razdoblje od 1740. do 1813. godine obilježeno je pojavom niza novih slobodnozidarskih obreda, stupnjeva i redova, koji su značajno proširili područje djelovanja slobodnog zidarstva. Mnogi od njih uveli su nove rituale, uključujući i elemente koji su se ranije prakticirali u operativnom zidarstvu. Dok su neki obredi bili kratkog vijeka i nestali (ostavivši iza sebe tek pisane tragove bez dokaza da su ikada bili prakticirani), drugi su se pokazali otpornijima i preživjeli do danas.

## Članstvo
Svaki red ili tijelo određuje svoje uvjete za članstvo, koji se mogu značajno razlikovati. Mnogi redovi ograničavaju članstvo isključivo na majstore, dok pojedini redovi postavljaju vjerske kriterije, primjerice uvjetujući članstvo isključivo kršćanima. Postoje i tijela koja traže prethodno članstvo u drugim tijelima ili redovima ili da je kandidat prethodno obnašao određenu dužnost unutar svoje lože.
Pristup članstvu može biti na zahtjev ili isključivo po pozivu. U Sjedinjenim Američkim Državama, Yorčki i Škotski red omogućuju svim majstorima da podnesu zahtjev za članstvo, uz zadržano pravo odbijanja pojedinih kandidata. Nasuprot tome, neki redovi, poput Vitezova masona, dopuštaju učlanjenje isključivo na poziv postojećeg člana.

## Obredi, redovi i stupnjevi
U regularnom slobodnom zidarstvu, osim tri osnovna stupnja koja se dodjeljuju u plavim ložama (učenik, pomoćnik i majstor) postoji i niz dodatnih obreda, redova i stupnjeva. Njihova je uloga proširiti i produbiti znanja stečena u osnovnim stupnjevima, pružajući članovima mogućnost daljnjeg duhovnog i moralnog razvoja unutar bratstva.

### Engleska i Wales
U Engleskoj i Walesu, nakon osnovnih stupnjeva plave lože, postoji velik broj zasebno upravljanih stupnjeva i redova koji su dostupni isključivo majstorima. Jedini dodatni stupanj kojeg Ujedinjena velika loža Engleske službeno priznaje iznad tri osnovna stupnja je Sveti kraljevski luk. Međutim, njihov veliki majstor priznaje postojanje i značaj drugih redova i stupnjeva, a svi članovi tih redova i stupnjeva su nužno slobodni zidari podložni engleskoj Konstituciji. Među pridruženim tijelima, najistaknutiji i najpopularniji su:
- Sveti kraljevski luk (engl. Holy Royal Arch) se prakticira kao samostalni stupanj, odvojeno od plave lože. Članovi se okupljaju u kapitelima Kraljevskog luka, pri čemu je svaki kapitul povezan s određenom plavom ložom i nosi isti broj. Redom upravlja Vrhovni veliki kapitel, smješten u sjedištu Ujedinjene velike lože Engleske u Freemasons' Hall-u u Londonu, a dijeli mnoge dužnosnike s njom. U plavim ložama obično postoji predstavnik kraljevskog luka, a novopečene majstore aktivno se potiče da pristupe Kraljevskom luku prije nego što razmotre članstvo u bilo kojem drugom redu, jer je najčešće i uvjet za članstvo u drugim redovima.[18]
- Majstor znaka (Mark Master Masons) kao stupanj se dodjeljuje isključivo u ložama majstora znaka, koje su neovisne o Ujedinjenoj velikoj loži Engleske i kojima upravlja Velika loža majstora znaka smještena u Mark Masons' Hallu u Londonu.[19] Unutar ovog reda, članovi također mogu pristupiti mornarima kraljevske arke (Royal Ark Mariners).[20]
- Tajni nadzornik (Secret Monitor) djeluje u konklavama u kojima se mogu dodjeliti tri stupnja. Redom upravlja Velika konklava smještena u Mark Masons' Hallu,[21] a unutar reda članovi mogu pristupiti i Grimiznoj vrpci (Order of the Scarlet Cord).[22]
- Drevni i prihvaćeni obred (Ancient and Accepted Rite), kolokvijalno poznat u Engleskoj i Walesu kao Rose Croix, djeluje u kapitelima ružinog križa i otvoren je za sve majstore. Kandidati se primaju izravno u 18. stupanj, dok se svi prethodni stupnjevi, počevši od 4. stupnja, dodjeljuju samo nominalno. Napredovanje od 30. stupnja ograničeno je na one koji su služili kao poglavari kapitela. Redom upravlja Vrhovno vijeće 33. stupnja.[23]
- Vitez templar (Knights Templar) može postati samo po pozivu kandidat koji je majstor, član Kraljevskog luka i vjernik u kršćansko Sveto Trojstvo. Vitezovi templari se okupljaju u preceptoratima, a redom upravlja Veliki priorat sjmešten u Mark Masons' Hallu.[24] Unutar ovog reda, članovi također mogu pristupiti Vitezovima Malte i Svećenicima vitezovima templarima.[25]
- Kraljevski i odabrani majstori (Royal and Select Masters) djeluju u koncilima u kojima se mogu dodjeliti četiri stupnja koji povezuju stupnjeve majstora, majstora znaka i svetog kraljevskog luka. Redom upravlja Veliki koncil sa sjedištem u Mark Masons' Hallu.[26]
- Crveni križ cara Konstatina (Red Cross of Constantine) prima kandidate koji moraju biti majstori, članovi Kraljevskog luka i vjerovati u kršćansko Trojstvo. Članovi se sastaju u konklavi u kojima se djeljuju tri stupnja. Konklave  također upravljaju i s dodatna dva kršćanska pridružena reda, Red Svetoga Groba i Red Svetoga Ivana Evanđelista. Redom upravlja Velika imperijalna konklava iz Mark Masons' Halla.[27]
- Savezni masonski stupnjevi (Allied Masonic Degrees) su skupina od pet nekada neovisnih stupnjeva i dodjeljuje se isključivo po pozivu. Kandidati moraju biti majstori, članovi Kraljevskog luka te majstori znaka. Članovi također mogu biti pozvani da se pridruže Vitezovima masonima. Članovi se sastaju u vijećima koima upravlja Veliko vijeće iz Mark Masons' Halla u Londonu.[28]

### Škotska
U Škotskoj, nakon osnovnih stupnjeva plave lože kojima upravlja Velika loža Škotske, postoji velik broj stupnjeva koji su dostupni isključivo majstorima i kojima upravlja Vrhovni veliki kapitel Kraljevskog luka Škotske, a oni su:
- Majstor znaka kao stupanj se može dodjeliti ili unutar plave lože nakon podizanja u stupanj majstora ili unutar kapitela kraljevskog luka prije podizanja u stupanj uzvišenog majstora.
- Kraljevski luk kao stupanj se dodjelje nakon stupanja uzvišenog majstora. Treći je i posljendji stupanj u Nizu kraljevskog luka (Royal Arch Series).
- Mornar kraljevske arke prvi je stupanj u Nizu loža i vijeća (Lodge and Council Series) u kojem se dodjeljuju još tri stupnja. Ova tri naredna stupnja istovjetna su stupnjevima Reda vitezova masona.
- Kripta, odnosno Niz reda kripte (Cryptic Rite Series), treći je i posljednji niz u ovom sustavu i povezuje svoja tri stupnja.

U Škotskoj, djeluju i drugi redovi otvoreni za majstore, od kojih su najpopularniji:
- Kraljevski red Škotske (Royal Order of Scotland) prima članove samo po pozivu, samo one koji su majstori s pet godina staža kao i da su kršćani koji vjeruju u Presveto Trojstvo. Članovi se sastaju u pokrajinskim velikim ložama u kojima se dodjeljuju dva stupnja. Redom upravlja Velika loža Kraljevskog reda Škotske sa sjedištem u Edinburghu.[30]
- Drevni i prihvaćeni škotski obred (Ancient and Accepted Scottish Rite), djeluje u kapitelima ružinog križa i otvoren je po pozivu za sve majstore s tri godine staža. Kandidati se primaju izravno u 18. stupanj, dok se svi prethodni stupnjevi, počevši od 4. stupnja, dodjeljuju samo nominalno. Nakon toga, dodjeljuje se 30. stupanj, pri čemu se svi prethodni stupnjevi od 19. do 29. također dodjeljuju isključivo nominalno. Naredni stupnjevi su strogo ograničeni u broju. Redom upravlja Vrhovno vijeće trideset trećeg i posljednjeg stupnja sa sjedištem u Edinburghu.[31]
- Vitez templar može postati samo po pozivu kandidat koji je majstor, član Kraljevskog luka i vjernik u kršćansko Trojstvo. Vitezovi templari se okupljaju u zapovjedništvima, a redom upravlja Veliki priorat sa sjedištem u Grangemouthu.[32]
- Crveni križ cara Konstatina može postati samo po pozivu kandidat koji je majstor, član Kraljevskog luka i vjernik u kršćansko Trojstvo. Članovi se sastaju u konklavi u kojima se djeljuju tri stupnja. Svaka konklava ima pripadajuće svetište Reda Svetoga Groba i zapovjedništvo Reda sv. Ivana Evanđelista. Redom upravlja Veliko imperijalno vijeće sa sjedištem u Perthu.[33]

### Irska
Na Irskom otoku, uključujući Rep. Irsku i Sjevernu Irsku, osnovnim stupnjevima plave lože upravlja Velika loža Irske. Također, postoji niz stupnjeva i redova koji se neovisno administriraju te su dostupni majstorima, bilo na osobni zahtjev ili isključivo po pozivu.
- Majstor znaka kao stupanj dodjeljuje se isključivo u ložama majstora znaka kojima u Irskoj upravlja Vrhovni veliki kaptel kraljevskog luka sa sjedištem u Dublinu.[34]
- Sveti kraljevski luk u Irskoj jedinstven je po svojoj tradiciji i široko se smatra najstarijim aktivnim obredom Kraljevskog luka na svijetu. Članovi kraljevskog luka u Engleskoj, Škotskoj ili Americi primijetili bi značajne razlike u tematici i izvedbi ovog stupnja u odnosu na sustave na koje su navikli. Stupanj majstora znaka je obvezan korak prije nego što kandidatu bude dodijeljen stupanj Kraljevskog luka. Članovi se sastaju u kapitelima kojima upravlja Vrhovni veliki kaptel sa sjedištem u Dublinu.[34]
- Vitezovi masoni (Knight Masons) čine posljednji dio općeg irskog slobodnog zidarstva i otvoreni su, na osobni zahtjev, svim majstorima koji imaju stupnjeve kraljevskog luka i majstora znaka. Dodjeljuju tri stupnja koja su u drugim nadležnostima često poznata kao stupnjevi Crvenog križa iliti Babilonski stupnjevi. Ovi su stupnjevi ranije bili pod upravom zapovjedništava Vitezova templara i nekih kapitula Kraljevskog luka. Kako bi ih se očuvalo i osigurao njihov daljnji razvoj 1923. godine osnovano je Veliko vijeće sa sjedištem u Dublinu.[35] Stupnjevi koji se prakticiraju pod njegovim okriljem dodjeljuju se u ispravnom kronološkom redoslijedu i u mnogo detaljnijem obliku nego u bilo kojem drugom masonskom sustavu. U većini drugih nadležnosti, članstvo u ovom redu dostupno je isključivo po pozivu.
- Vitez templar može postati samo po pozivu kandidat koji je majstor najmanje pet godina i član Kraljevskog luka najmanje dvije godine te koji je vjernik u kršćansko Sveto Trojstvo. Vitezovi templari se okupljaju u taborima, a redom upravlja Veliki priorat sa sjedištem u Dublinu. Unutar ovog reda, članovi također mogu pristupiti Vitezovima Malte.[36]
- Drevni i prihvaćeni obred postavlja stroge uvjete za članstvo. Pristup je moguć isključivo po pozivu, a članstvo u taboru Vitezova templara obavezni je preduvjet. Struktura stupnjeva ovog reda vrlo je slična poznatijem Škotskom obredu u Americi, no, kao i u Drevnom i drihvaćenom obredu u Engleskoj, napredovanje kroz pojedine stupnjeve moguće je isključivo po pozivu. Redom upravlja Vrhovno vijeće sa sjedištem u Dublinu.[37]

### Hrvatska
U Hrvatskoj osnovnim stupnjevima plave lože upravlja Velika loža Hrvatske. Također, postoji nekoliko redova koji se neovisno administriraju te su dostupni majstorima, bilo na osobni zahtjev ili isključivo po pozivu. 
- Drevni i prihvaćeni škotski obred čini niz od 30 stupnjeva dostupan majstorima plave lože. Članovi se okupljaju u ložama savršenstva, kapitelu ružinog križa, aeropagu ili konzistoriju ovisno o stupnju koji su postigli. Redom upravlja Vrhovno vijeće sa sjedištem u Zagrebu.[38]
- Yorčki obred djeluje kroz tri autonomna tijela. Prvi korak su stupnjevi Kraljevskog luka, njih četiri, koji se dodjeljuju u kapitelima i kojima upravlja Veliki kapitel.[39] Nakon što je postigao stupanj Kraljevskog luka, kandidat može pristupiti kriptičnim stupnjevima kojih ima dva i koji se dodjeljuju u koncilima, a njima upravlja Veliki koncil.[40] Posljednji korak čine templarski stupnjevi koji su podijeljeni u tri reda, Viteški red crvenog križa, Red vitezova Malte i Red vitezova templara. Članovi se sastaju u zapovjedništvima kojima upravlja Veliko zapovjedništvo.[41]
- Crveni križ cara Konstatina prima kandidate koji moraju vjerovati u kršćansko Trojstvo. Članovi se sastaju u konklavi u kojima se djeljuju tri stupnja. Konklave također upravljaju i s dodatna dva kršćanska pridružena reda, Red Svetoga Groba koji se dodjeljuje u svetištima i Red sv. Ivana Evanđelista koji se dodjeljuje u preceptoratima. Redom upravlja Velika imperijalna konklava.[42]

### Ostatak Europe
U Skandinaviji i nordijskim državama, uključujući Švedsku, Norvešku, Island, Dansku i Finsku, slobodno zidarstvo postoji uglavnom u obliku Švedskog obreda.
Francuski obred je najprisutniji u Francuskoj, Luksemburgu i Grčkoj.

### Sjeverna Amerika
U Sjevernoj Americi, uključujući Kanadu i Sjedinjene Američke Države (SAD), osnovnim stupnjevima plave lože upravljaju velike lože organizirane na prvoj razini političke podjele ovih država, odnosno na razini američkih saveznih država i kanadskih pokrajina i teritorija. Također, postoji niz stupnjeva i redova koji se neovisno administriraju te su dostupni majstorima, bilo na osobni zahtjev ili isključivo po pozivu.
- Drevni i prihvaćeni škotski obred otvoren je za majstore na osobni zahtjev. Članovi se okupljaju u ložama savršenstva, kapitelu ružinog križa, koncilu kadoša ili konzistoriju ovisno o stupnju koji su postigli.[43] Redom u Kanadi upravlja Vrhovno vijeće 33. stupnja sa sjedištem u Hamiltonu, Ontario,[43] dok ovim redom u SAD-u upravljaju dva vrhovna vijeća, od kojih Vrhovno vijeće sa sjedištem u Washingtonu, Kolumbijski distrikt, kontrolira Južnu jurisdikciju, a Vrhovno vijeće sa sjedištem u Lexingtonu, Massachusetts, kontrolira Sjevernu jurisdikciju.
- Yorčki obred (York Rite), ponekad nazivan i Američki obred, koji skupa s plavom ložom sadrži tri odvojena i različita tijela: kapitel Kraljevskog luka, koncil Kripte i zapovjedništvo vitezova Templara.[44]
- Savezni masonski stupnjevi su skupina od više nekada neovisnih stupnjeva i dodjeljuje se majstorima isključivo po pozivu. U SAD-u, vijeća ovih stupnjeva dodjeljuju 12 stupnjeva,[45] dok u Kanadi dodjeljuju 9 stupnjeva pored svečanosti priključenja.[46] Za razliku od Engleske gdje se dodjeljuje pet ovih stupnjeva.
- Vitezovi masoni su skupina od tri stupnja irskog slobodnog zidarstva koji se dodjeluju u vijećima na poziv majstorima i članovima kapitela kraljevskog luka. Diljem svijeta djeluju pod Velikim vijećem u Irskoj, dok u SAD-u, stupnjevima, uz neke iznimke, upravlja Veliki vijeće SAD-a od 1967. godine.[47]

### Ostali obredi i redovi
Sljedeća pridružena tijela imaju stupnjeve. Oni koji podnese prijavnicu ili budu pozvani u članstvo moraju biti u stupnju majstora, iako svako tijelo može imati dodatne uvjete za članstvo:
- Ispravljeni škotski obred (Rectified Scottish Rite) kršćanski je obred i red razvijen u Francuskoj.
- Rozenkrojcersko društvo (lat. Societas Rosicruciana) je rozenkrojcerski red u kojem se dodjeljuje devet stupnjeva, iliti razreda.
- Red sv. Tome iz Akre (engl. Order of St. Thomas of Acon) je prigodni viteški red. Članovi se sastaju u kapelama.
- Drevni red plemenitih čepova (engl. Ye Antient Order of Noble Corks) je šaljivi dodatni stupanj. U Škotskoj je povezan s kapitelom Kraljevskog luka. U Engleskoj i Europi je samostalan red. U SAD-u je dio Saveznih masonskih stupnjeva.

## Prijateljski redovi
Ovi prijateljski redovi (Appendant bodies) i organizacije mladih uobičajeno se nalaze u Sjevernoj i Srednjoj Americi, a nešto manje u južnoj Americi. Uglavnom nisu prisutni u Europi, osim u područjima američkog utjecaja, osobito područjima dugoročne američke vojne prisutnosti.
- Šrajneri (engl. Shriners),[48] su povijesno poznati kao Drevni arapski red plemića mističnog hrama (engl. Ancient Arabic Order of the Nobles of the Mystic Shrine), su organizacija poznata po svojoj živopisnoj bliskoistočnoj tematici, kestenastim fesovima koji članovi nose, razrađenom sudjelovanju u povorkama i festivalima te mreži neprofitnih pedijatrijskih medicinskih ustanova. Osnovani su 1872. godine u New Yorku.
  - Kraljevski red šaljivdžija (Royal Order of Jesters) u svakodnevnom govoru poznati kao "Šaljivdžije" (Jesters), lokalni "sudovi" ograničeni su na najviše trinaest novih članova godišnje. Inicijacija, koja se odvija isključivo na poziv i uz jednoglasnu odluku članova, dopuštena je samo Šrajnerima koji uživaju dobar ugled.[49] Osnovani su 1911. godine na Havajima.[50]
  - Red Quetzalcoatla (Order of Quetzalcoatl), odnosno Q, ekskluzivno je tijelo unutar slobodnozidarske zajednice, dostupno isključivo na poziv. Organizacija je osnovana 1945. godine u Mexico Cityju, a njihova glavna dobročiniteljska aktivnost usmjerena je na osiguravanje sredstava za prijevoz pacijenata do bolnica pod upravom Šrajnera.[51]
- Staroegipatski red Sciota (Ancient Egyptian Order of Sciots) je organizacija posvećena promicanju zabave i dobrog raspoloženja među svojim članovima. Red je osnovan 1910. godine. Prepoznatljiva je po svojim obredima i simbolici inspiriranim staroegipatskom tematikom. Struktura reda temelji se na lokalnim jedinicama, nazvanim "piramide", unutar kojih članovi surađuju u organiziranju društvenih i humanitarnih aktivnosti za pomoć djeci s autizmom. Krilatica reda glasi: "Podupirite jedni druge" (Boost One Another).[52] Naziv Sciot dolazi od engleske riječi za grčki otok Hij.
- Mistični red zastrtih proroka očaranog carstva (Mystic Order of Veiled Prophets of the Enchanted Realm, MOVPER), kolokvijalno poznat kao Grotto, je organizacija posvećena promicanju zabave i dobrog raspoloženja među svojim članovima. Red je osnovan 1889. godine. Njihovi članovi nove crne fesove.[53][54]
- Društvo plave braće (Society of Blue Friars), poznato i pod skraćenicom S.B.F., jedinstvena je organizacija osnovana 1932. godine s jasnom svrhom odavanja priznanja slobodnozidarskim autorima. Smatra se jednom od najmanjih i najspecifičnijih prijateljskih organizacija unutar slobodnog zidarstva.[55]
- Red visokih cedrova libanonskih (Tall Cedars of Lebanon)[56] organiziran je u jedinice nazvane "šume" koje se sastaju u masonskim hramovima ili svečanim dvoranama. Osnovani su 1902. godine u Trentonu, New Jersey. Često ih nazivaju "Šrajnerima za običnog čovjeka", a njihova krilatica glasi: "Zabava, veselje i prijateljstvo" (Fun, Frolic, & Fellowship). Članovi reda prepoznatljivi su po nošenju šešira u obliku piramide. Njihov humanitarni rad podupire istraživanja mišićne distrofije i drugih neuromuskularnih bolesti.
- Sinovi udovice (Widow's Sons), odnosno službeno Udruga masonskih motociklista "Sinovi udovice" (Widows Sons Masonic Riders Association) je motociklistički klub za slobodne zidare u majstorskom stupnju koji posjeduju i voze motocikl.[57] Klub je osnovan 1999. godine.

Sljedeći prijateljski redovi primaju slobodne zidare i žene iz njihovih obitelji:
- Red istočne zvijezde (Order of the Eastern Star). Članstvo je ograničeno samo na majstore slobodne zidare i njima bliske žene. Kapitel vode žene dok je slobodni zidar tu samo da pomogne u otvaranju kapitela. Žene iz obitelji mogu biti supruga, sestra, kćeri, majka, unuke, i druge.[58] Red je osnovan 1850. godine.
- Red amaranta (Order of the Amaranth) je američki red za majstore slobodne zidare i žene iz njihovih obitelji. Redom upravlja vrhovno vijeće, s velikim sudovima u skoro svakoj američkoj saveznoj državi.[59] Red je osnovan 1873. godine u New Yorku kao dio Obreda posvojenja i nosi naziv po biljci amarant.

### Organizacije mladih
U Sjevernoj Americi djeluje niz organizacija mladih povezanih sa slobodnim zidarstvom, koje se zajednički nazivaju slobodnozidarske organizacije mladih (Masonic youth organizations).
- Međunarodni red DeMolay (DeMolay International) je organizacija posvećena razvoju i poticanju liderskih vještina, timskog rada i umrežavanja kod mladića u dobi od 12 do 21 godine.[60] Red je osnovan 1919. godine u Kansas Cityju, Missouri, i  nosi naziv po posljednjem velikom meštru srednjovjekovnih vitezova templara Jacquesu de Molayu.
- Red Pitagorejsih vitezova (Order of the Knights of Pythagoras) je mentorska organizacija za dječake u dobi od 8 do 18 godina pod patronatom afroameričkog slobodnog zidarstva.[61] Red je osnovan 1938. godine u Kansasu i Coloradu.
- Udruga mladih nada bratstva (španj. Asociación de Jóvenes Esperanza de la Fraternidad, AJEF) je za mladiće u dobri od 14 do 21 godine, aktivna u Kubi, Meksiku i latinskoj Americi.[62] Osnovana je 1936. godine u Havani, Kuba.
- Međunarodni red Jobinih kćeri (Job's Daughters International, JDI) je namijenjena djevojkama i mladim ženama u dobi od 10 do 20 godina koje su kćerke majstora slobodnih zidara. Red je osnovan 1920. godine u Omahi, Nebraska. Predstavlja se kao organizacija "u kojoj djevojke vode glavnu riječ", iako pritom veliku ulogu imaju i odrasli koji pružaju vodstvo i podršku.[63]
- Međunarodni red duge za djevojke (International Order of the Rainbow for Girls) je red za djevojčice i djevojke u dobi od 11 do 20 godine usmjerena na razvoj liderskih vještina kroz rad u zajednici. Mlade djevojke kroz sudjelovanje u godišnjim humanitarnim projektima uče o važnosti dobrotvornog rada i služenja zajednici.[64] Red je osnovan 1922. godine u McAlesteru, Oklahoma.
- Organizacija trokuta (Organization of Triangles) je za djevojčice i djevojke u dobi od 10 do 21 godine i djeluje samo u državi New York pod okriljem Velike lože Države New York. Trokut pruža mladim ženama u zajednici da sklapaju prijateljstva i razvijaju vlastite potencijale, da prepoznaju svoje liderske sposobnosti i razviju vještine potrebne za životni uspjeh.[65] Osnovana je 1925. godine.